# Cayo Cantiles
Cayo Cantiles es el nombre de una isla en la República de Cuba, al noroeste del mar Caribe que forma parte geográficamente del archipiélago de los Canarreos y administrativamente del Municipio Especial de la Isla de la Juventud al oeste de Cuba. Cayo Cantiles está habitado por una población de monos en estado salvaje, que forma parte de una estación de investigación del Ministerio de Ciencia, Tecnología y Medio Ambiente, por lo que algunos también la llaman "Isla de los Monos", Se encuentra a tan solo 1 metro sobre el nivel del mar. No tiene población humana permanente. Se localiza al oeste del Cayo El Rosario, del que la separa el canal del Rosario, al este de Cayo Ávalos y de los Cayos llamados Ron, Ciriales y Ciprey.